# Manuel Abastos
Manuel G. Abastos Hurtado (n. Moquegua; 1893-f. Lima; 1983) fue un abogado peruano y catedrático de la Universidad Nacional Mayor de San Marcos.

## Biografía
Nació en Moquegua en 1893. Establecido en Lima al concluir sus estudios escolares, ingresó a San Marcos, donde siguió los cursos correspondientes a las facultades de Letras y Derecho. Junto a otros distinguidos estudiantes, integró el Conversatorio Universitario (1919), que promovió el movimiento reformista al interior del claustro. Allí sostuvo una disertación sobre el prócer José Faustino Sánchez Carrión.
Colaboró en el diario La Prensa (1921-1923) y participó en la catalogación de antiguos documentos en la Biblioteca Nacional. Por entonces se dedicaba a la docencia secundaria, enseñando Historia en el Colegio Guadalupe.
Optó el grado de Bachiller en Derecho con una tesis sobre Las orientaciones del nuevo Derecho y el concepto del niño delincuente. Se recibió como abogado al año siguiente.
Posteriormente, regentó en la Universidad, las cátedras de Historia de la Civilización Moderna y Contemporánea (1928-1929) y Sociología General (1930-1931) en la Facultad de Letras. Luego, en la Facultad de Derecho dictó las de Derecho Penal y Derecho Penal Comparado, dirigiendo al mismo tiempo la Biblioteca de la especialidad. Se doctoró en 1938 con la tesis sobre Los delitos contra el patrimonio en nuestro Código Penal.
Durante varios años fue asesor jurídico del Ministerio de Gobierno y Policía, siendo además consultado por el Ministerio de Relaciones Exteriores en los problemas internacionales conectados con el Derecho Penal.
Elegido decano del Colegio de Abogados de Lima para el periodo 1956-1957. Jubilado en 1963, pasó sus últimos años retirado de la actividad profesional.

## Publicaciones
Sus notas del dictado de la parte especial del Derecho Penal en San Marcos han sido publicadas en la página del Prof. Dr. José Hurtado Pozo